# Indisk mungo
Indisk mungo eller bara mungo (Urva edwardsii syn. Herpestes edwardsii) är ett omnivoriskt rovdjur i familjen manguster (Herpestidae). Arten beskrevs av É. Geoffroy Saint-Hilaire 1818.
Artepitet i det vetenskapliga namnet hedrar den franska zoologen Henri Milne-Edwards.

## Kännetecken
Arten når en kroppslängd mellan 36 och 45 cm och därtill kommer en cirka 35 cm lång svans. Vikten varierar mellan 0,9 och 1,7 kg. Indisk mungo har en smal och långsträckt bål samt jämförelsevis korta extremiteter. Pälsen har en silvergrå grundfärg och fötterna är vanligen lite mörkare. Svansens spets och ansiktet uppvisar rödaktiga skuggor.

## Utbredning och habitat
Djurets naturliga utbredningsområde sträcker sig från östra delen av Arabiska halvön över Afghanistan och Pakistan till den Indiska subkontinenten. Indisk mungo förekommer i olika habitat, men föredrar gräsmarker med några buskar. I bergstrakter förekommer den upp till 2 500 meter över havet.
Arten introducerades i flera regioner där den skulle jaga skadedjur. Den lever därför idag på olika japanska öar, men inte på Ryukyuöarna och inte heller på Mauritius, dessa uppgifter i äldre avhandlingar är förväxlingar med den javanesiska mungon (Herpestes javanicus).

## Levnadssätt
Individerna är främst aktiva på dagen och lever ensamma, men ibland förekommer små familjegrupper. De vilar bland annat i bergssprickor eller andra gömställen. Födan utgörs huvudsakligen av små däggdjur, fåglar, ödlor och ormar. Indisk mungo är en allätare, dock, och äter även insekter, skorpioner, andra ryggradslösa djur, samt frukter, bär och rötter. Arten rör sig mycket snabbt och den angriper därför även giftormar. Mungon flyttar undan ormens bett tills ormen är uttröttad och sedan dödar mungon kräldjuret. Mungon är inte immun mot ormens gift, men ofta tränger ormens tänder inte genom mungons yviga och täta päls om den skulle bli biten.
Honor kan para sig två eller tre gånger per år och efter 60 till 65 dagars dräktighet föds två till fyra ungar. Fyra till fem veckor efter födelsen slutar honan att ge di.

## Indisk mungo och människor
Djuret jagas i vissa delar av utbredningsområdet av den regionala befolkningen för köttets och pälsens skull, och ibland fångas unga individer som sedan blir sällskapsdjur. Allmänt betraktas beståndet som stabilt och arten listas av IUCN som livskraftig (Least Concern).
I regioner där arten introducerades för att bekämpa råttor och andra skadedjur blev den delvis själv ett problem. Den jagade även andra djur som betraktas som nyttiga, och mungon kan överföra smittsjukdomar som rabies.

## Underarter
Arten delas in i följande underarter:
- H. e. edwardsii
- H. e. ferrugineus
- H. e. lanka
- H. e. montanus
- H. e. nyula

## Indisk mungo i media
Den skicklige ormdödaren Rikki-Tikki-Tavi i Djungelboken är en indisk mungo.